# Tom Lenk

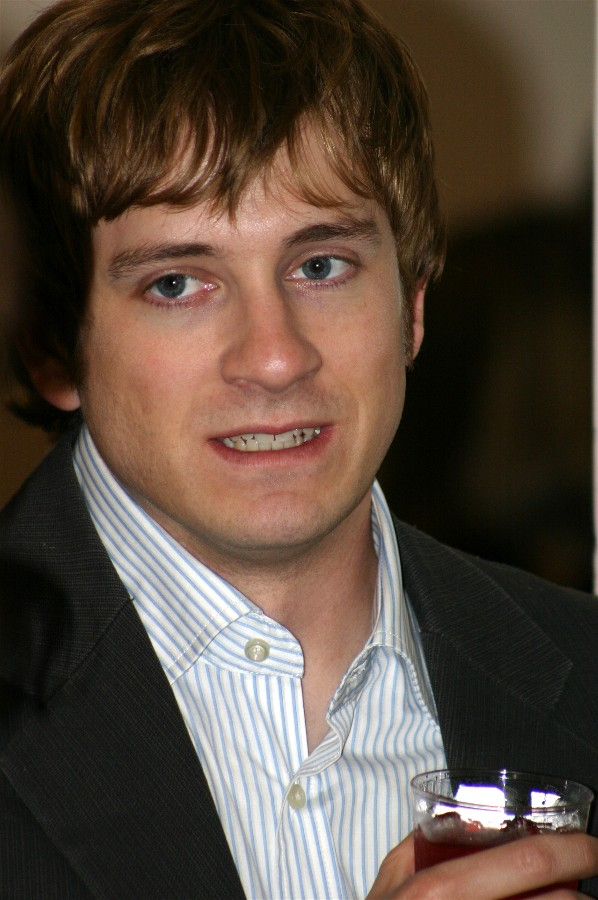
Thomas Lenk

Thomas Loren Lenk (* 16. Juni 1976 in Westlake Village, Kalifornien) ist ein US-amerikanischer Schauspieler.
Lenk besuchte nach dem College die University of California in Los Angeles (UCLA). Seine erste Rolle übernahm er 1997 in dem Film Boogie Nights von Paul Thomas Anderson. Im deutschsprachigen Raum ist er vor allem durch seine Rolle des Andrew Wells in der Fernsehserie Buffy – Im Bann der Dämonen bekannt geworden. Nach dem Ende von Buffy war Lenk in weiteren Fernsehrollen zu sehen, unter anderem in der letzten Staffel des Buffy-Spin-offs Angel – Jäger der Finsternis und in Six Feet Under. 2006 war er neben drei weiteren aus dem Buffyverse bekannten Schauspielern, darunter Clare Kramer, in dem Vampirfilm The Thirst zu sehen.
Neben der Schauspielerei war Lenk auch in Musicals zu sehen, darunter die Aufführung von Grease in München. Außerdem entstanden aus seiner Feder eigene Theaterstücke.
Nachdem er in der kurzen Sitcom Do Not Disturb seinen Co-Star Jerry O’Connell geküsst hatte, sah er den passenden Zeitpunkt gekommen um sich im November 2008 in der Zeitschrift The Advocate medial als schwul zu outen, was für die Fans keine große Überraschung war.

## Filmografie
- 1997: Boogie Nights
- 1998: Cousin Skeeter
- 1999: Boy Next Door
- 2000: And Then Came Summer
- 2000–2003: Buffy – Im Bann der Dämonen (Buffy the Vampire Slayer)
- 2000: Für alle Fälle Amy (Judging Amy), Folge 1.20 The God Thing
- 2001: Popular, Folge 2.18 The Brain Game
- 2001: Ruling Class
- 2004: Joey, Folge 1.10 Joey and the Big Audition
- 2004: Six Feet Under – Gestorben wird immer, Folge 4.02 In Case of Rapture
- 2004: Bandwagon
- 2004: Window Theory
- 2004: Straight-Jacket
- 2004: Angel – Jäger der Finsternis, Folgen 5.11 Damage und 5.20 The Girl in Question
- 2005: Loretta
- 2005: Dr. House (House, M.D.), Folge 2.06
- 2006: Date Movie
- 2006: The Thirst
- 2006: How I Met Your Mother, Folge 2.07 Swarley
- 2007: Nurses
- 2007: Number 23
- 2007: Equal Opportunity
- 2007: Transformers
- 2007: Boogeyman 2
- 2010: My Girlfriend’s Boyfriend (David)
- 2012: Viel Lärm um nichts (Much Ado About Nothing)
- 2013: Witches of East End
- 2013: Eine Hochzeit zu Weihnachten (Snow Bride, Fernsehfilm)
- 2016: Bones – Die Knochenjägerin (1 Folge)
- 2018: Workin’ Moms (Folge 2x10)
- 2021: Barb and Star Go to Vista Del Mar
- 2021: American Horror Stories (Folge 1x07)
- 2022: Navy CIS: Hawaiʻi (Folge 1x20)